# Surinaams basketbalteam (vrouwen)
Het Surinaams vrouwenbasketbalteam vertegenwoordigt Suriname tijdens internationale basketbalwedstrijden. Het team maakt deel uit van de Surinaamse Basketbal Associatie en het Surinaams Olympisch Comité.
In 2018 werd de FIBA Women’s Caribbean Cup in het Nationaal Indoor Stadion in Paramaribo georganiseerd. De Surinaamse basketbalvrouwen werden 6e tijdens dit toernooi, net voor Guyana. Cuba werd eerste.

## Bekende (oud-)spelers
- Thelma Ment
- Suelle Shepperd
- Ismay van Wilgen